# قارچ حلقه پریان
قارچ حلقه پریان (نام علمی: Marasmius oreades) نام یک گونه از سرده خشک‌قارچ‌ها است.